# D.F.C. in het seizoen 1968/69
Het seizoen 1968/1969 was het 15e jaar in het bestaan van de Dordtse betaaldvoetbalclub D.F.C.. De club kwam uit in de Eerste divisie en eindigde daarin op de achtste plaats. Tevens deed de club mee aan het toernooi om de KNVB beker, hierin werd in de kwartfinale verloren van Sparta (0–1). In de tweede ronde werd al verloren van Feijenoord, maar D.F.C. mocht, na loting, als lucky loser toch door naar de volgende ronde.

## Wedstrijdstatistieken

### Eerste divisie
|       | Blauw-Wit | FC Den Bosch '67 | SC Cambuur | Eindhoven | Elinkwijk | Haarlem | Helmond Sport | Heracles | HVC   | RBC   | RCH   | SVV   | Veendam | Vitesse | De Volewijckers | Wageningen | Willem II |
| ----- | --------- | ---------------- | ---------- | --------- | --------- | ------- | ------------- | -------- | ----- | ----- | ----- | ----- | ------- | ------- | --------------- | ---------- | --------- |
| Thuis | 2 – 0     | 1 – 1            | 1 – 0      | 5 – 0     | 1 – 1     | 0 – 1   | 2 – 0         | 2 – 0    | 1 – 0 | 2 – 0 | 2 – 1 | 0 – 1 | 2 – 2   | 2 – 3   | 0 – 1           | 1 – 1      | 2 – 1     |
| Uit   | 1 – 0     | 2 – 3            | 3 – 1      | 0 – 2     | 0 – 0     | 2 – 1   | 1 – 0         | 2 – 0    | 0 – 0 | 0 – 2 | 1 – 0 | 3 – 2 | 1 – 1   | 1 – 2   | 0 – 1           | 2 – 0      | 1 – 0     |

### KNVB beker
| 1e ronde                                      | Velox  | 0 – 2 (0 – 1) | D.F.C.                                                                |
| 15 september 1968 Plaats: Utrecht Galgenwaard |        |               | 37' (pen.) Ton Kemper 56' Frans Struis                                |
| 2e ronde                                      | D.F.C. | 0 – 4 (0 – 3) | Feijenoord                                                            |
| 10 november 1968 Plaats: Dordrecht Krommedijk |        |               | 6' Henk Wery 30' Ruud Geels 33' Paja Samardžić 85' Willem van Hanegem |
| 3e ronde                                      | RCH    | 0 – 2 (0 – 1) | D.F.C.                                                                |
| 9 maart 1969 Plaats: Heemstede Sportparklaan  |        |               | 30' Jan van Sluijsdam 74' Josip Šimoković                             |
| Kwartfinale                                   | D.F.C. | 0 – 1 (0 – 1) | Sparta                                                                |
| 20 mei 1969 Plaats: Dordrecht Krommedijk      |        |               | 86' Nol Heijerman                                                     |

## Statistieken D.F.C. 1968/1969

### Eindstand D.F.C. in de Nederlandse Eerste divisie 1968 / 1969
| Stand | Gespeeld | Gewonnen | Gelijk | Verloren | Punten | Doelpunten voor | Doelpunten tegen |
| ----- | -------- | -------- | ------ | -------- | ------ | --------------- | ---------------- |
| 8e    | 34       | 14       | 7      | 13       | 35     | 41              | 33               |

### Topscorers
| #                    | Naam              | Goal |
| -------------------- | ----------------- | ---- |
| 1.                   | Ad Vermolen       | 10   |
| 2.                   | Ton Kemper        | 7    |
| 3.                   | Josip Šimoković   | 6    |
| 3.                   | Piet Vrauwdeunt   | 6    |
| 5.                   | Henk van Laatum   | 3    |
| 5.                   | Frans Struis      | 3    |
| 7.                   | Jan van Sluijsdam | 2    |
| 8.                   | Chris Bouman      | 1    |
| 8.                   | Co Onsman         | 1    |
| Onbekende doelpunten |                   |      |
| –                    | Onbekend          | 2    |
| Totaal               | Totaal            | 41   |

| #      | Naam              | Goal |
| ------ | ----------------- | ---- |
| 1.     | Ton Kemper        | 1    |
| 1.     | Josip Šimoković   | 1    |
| 1.     | Jan van Sluijsdam | 1    |
| 1.     | Frans Struis      | 1    |
| Totaal | Totaal            | 4    |

## Voetnoten
Blauw-Wit ·
FC Den Bosch '67 ·
Cambuur ·
D.F.C. ·
Eindhoven ·
Elinkwijk ·
Haarlem ·
Helmond Sport ·
Heracles ·
HVC ·
RBC ·
RCH ·
SVV ·
Veendam ·
Vitesse ·
De Volewijckers ·
Wageningen ·
Willem II